# Hermann Zweigenthal
Hermann Zweigenthal, auch Hermann Herrey (* 4. April 1904 in Wien, Österreich-Ungarn; † 7. Oktober 1968 in New York, New York, Vereinigte Staaten) war ein österreichisch-US-amerikanischer Architekt, Stadtplaner, Theaterregisseur, Bühnenbildner und Deklamator.

## Familie

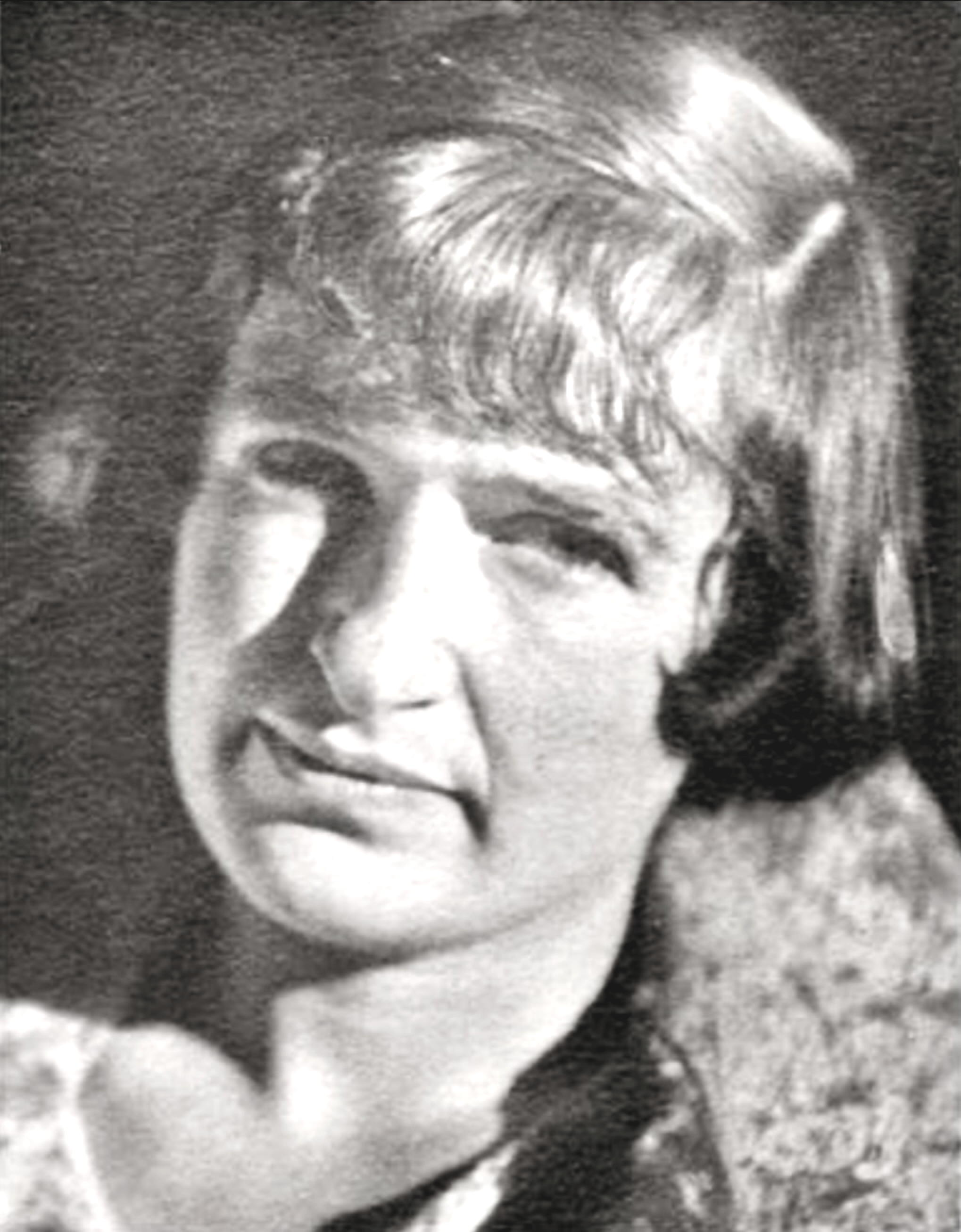
Hermann Zweigenthals erste Ehefrau Frieda Dorothea, geb. Liepmann (1900–1936)

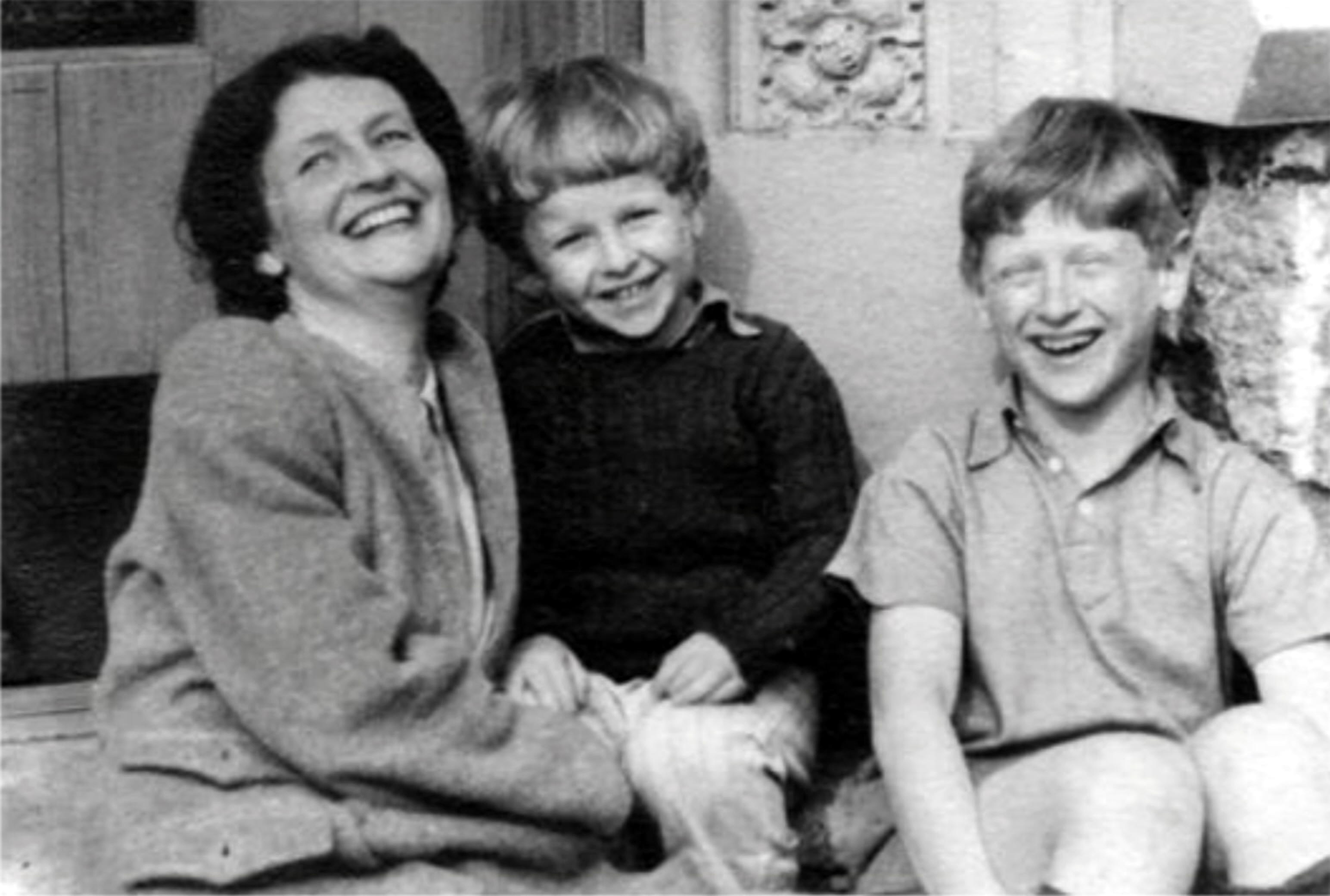
Hermann Zweigenthals zweite Ehefrau Erna, geb. Vohsen (1904–1980) und die beiden Söhne Julian (1938–2022) und Antonius/Anthony (* 1932)

Hermann „Herry“ Zweigenthal war das einzige Kind des (jüdischen) Fabrikanten Maximilian „Max“ Zweigenthal (geboren am 20. Juli 1867 in Ungarisch Brod, Österreich-Ungarn; gestorben am 20. September 1941 in Groß-Wien, Reichsgau Niederdonau, Großdeutsches Reich) und das erste Kind von dessen Ehefrau Theresia (auch: Therese, Theresa) „Resl“ Henriette, geb. Abelles (geboren am 27. Oktober 1880 in Wien-Rudolfsheim; gestorben 1965 in Johannesburg, Südafrika). Das Ehepaar hatte 1903 geheiratet, ließ sich jedoch 1911 wieder scheiden.
Danach ließ sich Theresia mit ihrem Sohn Hermann am 1. April 1911 in der Piaristenkirche Maria Treu römisch-katholisch taufen und konvertierte damit vom jüdischen zum christlichen Glauben. 1912 heiratete sie ihren vorherigen Schwager, den promovierten Bruder ihres geschiedenen Mannes, Rechtsanwalt Moriz Zweigenthal (geboren am 28. Januar 1865 in Ungarisch Brod, Österreich-Ungarn; gestorben am 19. Januar 1933 in Wien), mit dem sie ihren zweiten Sohn Stefan Josef Heinrich (geboren am 29. Juli 1913 in Wien, Österreich-Ungarn; gestorben am 11. April 1994 in Johannesburg, Südafrika) bekam.
Hermann Zweigenthal heiratete am 12. März 1928 in Berlin Frieda Dorothea Liepmann (geboren am 13. Dezember 1900 in Berlin; gestorben am 13. Juli 1936 in London), Tochter des renommierten deutschen Neurologen und Psychiaters Hugo Liepmann (1863–1925) und dessen Ehefrau Agathe (1871–1933), die eine Tochter des Bankiers Julius (Israel Levy) Bleichröder (1828–1907) war. Aus dieser Ehe ging der Sohn Antonius/Anthony (* 24. Januar 1932 in Berlin) hervor. Als Dorothee 35-jährig an Diphtherie verstarb, wurde ihr 4-jähriger Sohn Halbwaise. Er wurde ab Herbst 1936 von Dorothees bester Freundin Erna Vohsen mit aufgezogen.
Hermann Zweigenthal heiratete die promovierte Gymnasiallehrerin Erna Vohsen (* 18. Januar 1904 in Berlin; † 3. Oktober 1980 ebda.) am 26. September 1937 in London. Sie war eine Tochter des deutschen Konsuls, Kolonialpolitikers, Forschungsreisenden und Verlegers Ernst Vohsen (1853–1919) sowie dessen Ehefrau Marie Josephine Victoria Vohsen, geborene Herzfeld (1865–1930).
Aus dieser zweiten Ehe Hermann Zweigenthals ging sein zweiter Sohn Julian (1938–2022) hervor.

## Änderung des Familiennamens
Hermann Zweigenthal veränderte seinen Familiennamen nach dem Tod seiner ersten Ehefrau Dorothee sukzessive zu Herry-Zweigenthal bzw. Zweigenthal-Herry und Herrey-Zweigenthal bzw. Zweigenthal-Herrey und schließlich zu Herrey. Abgeleitet war sein neuer anglisierter Familienname von dem Kosenamen, mit dem er in Wien von seiner Mutter gerufen worden war: „Herry“ (statt Hermann).

## Schule und Studium

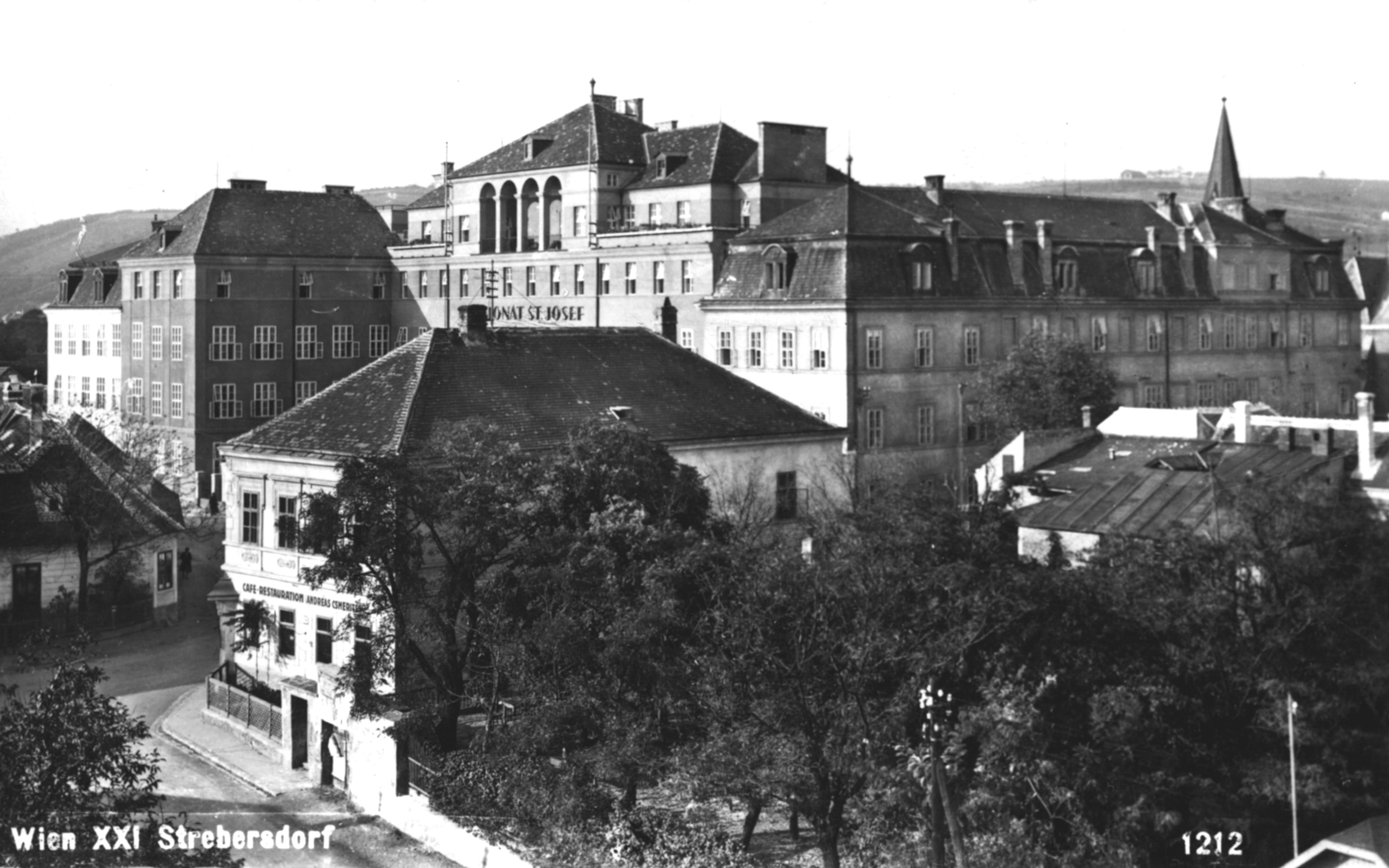
Schulzeit 1910 bis 1913: Pensionat St. Josef, Strebersdorf

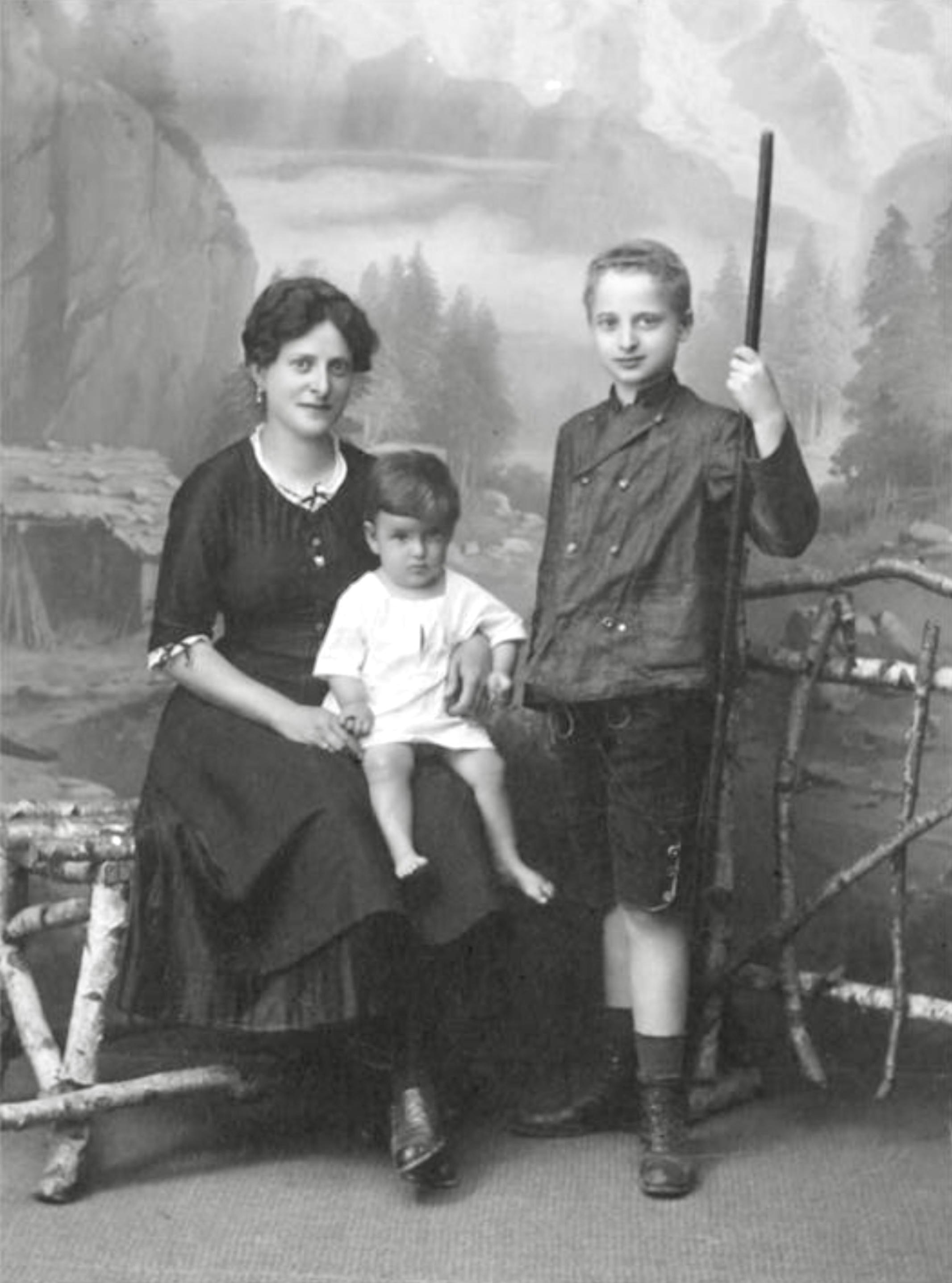
Theresia Zweigenthal mit ihren Söhnen Stefan und Hermann, um 1915

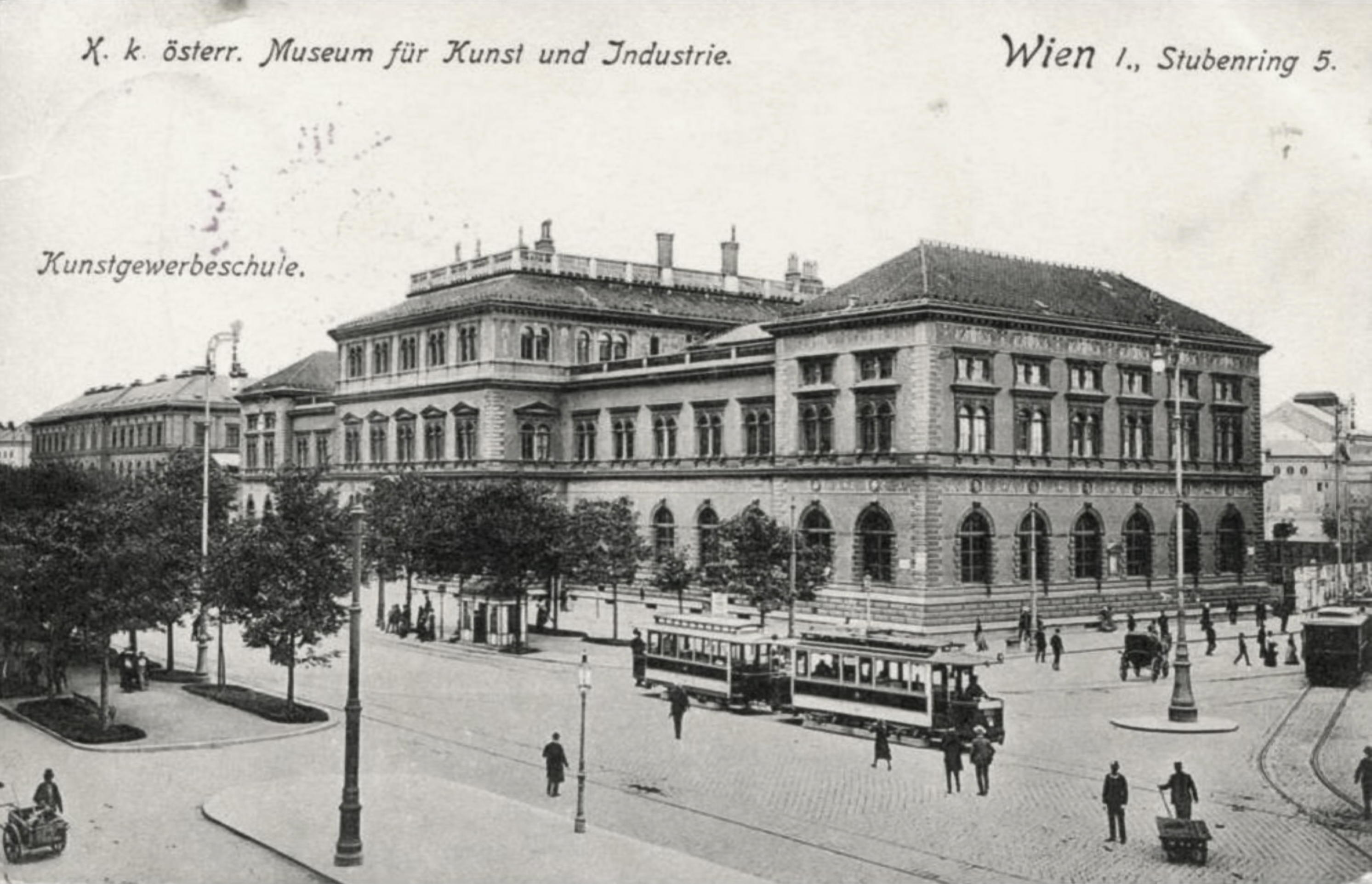
Ausbildung vom Oktober 1920 bis Mai 1921 an der Kunstgewerbeschule Wien

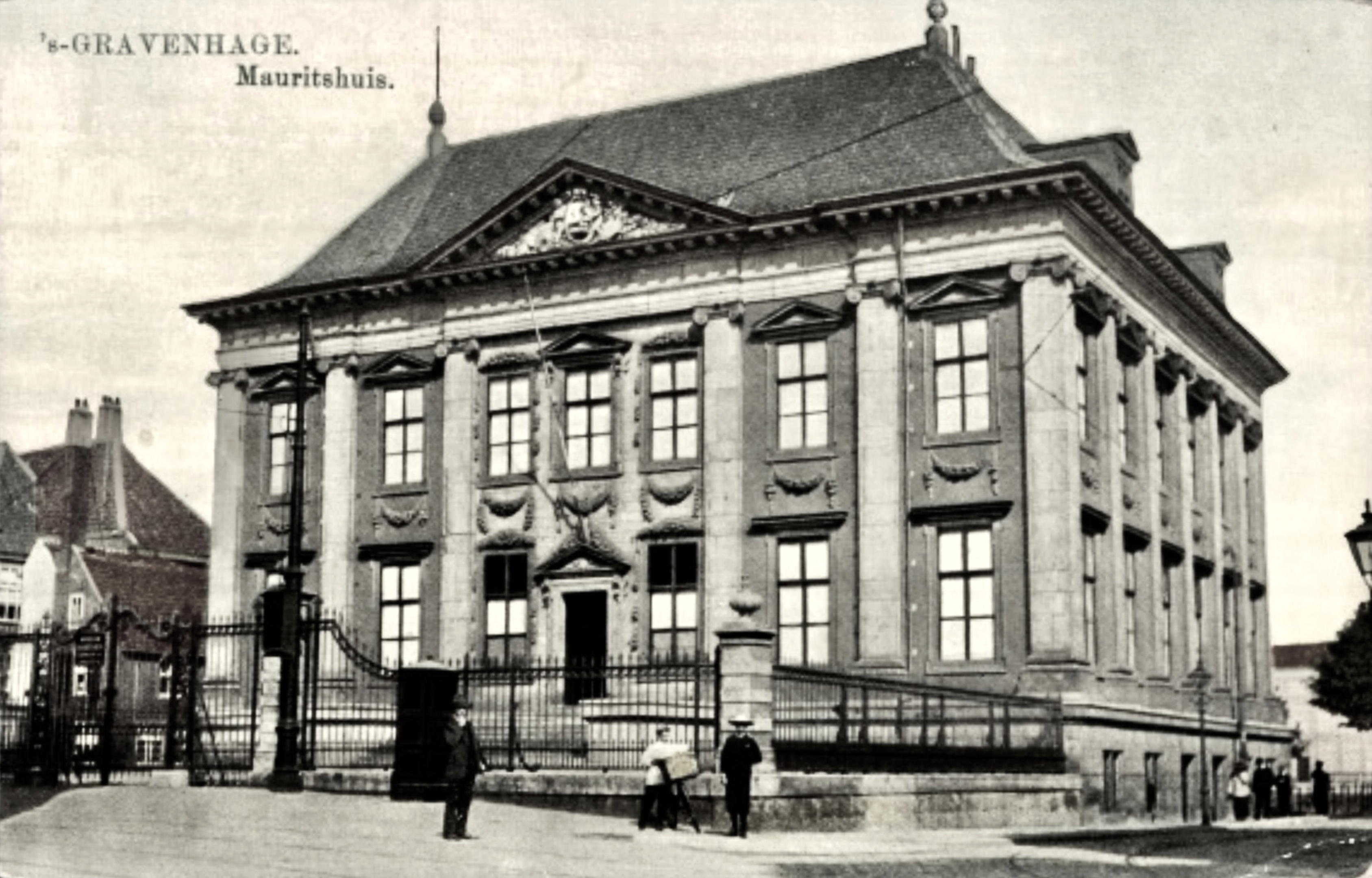
1921 Hospitation im Museum Mauritshuis in Den Haag

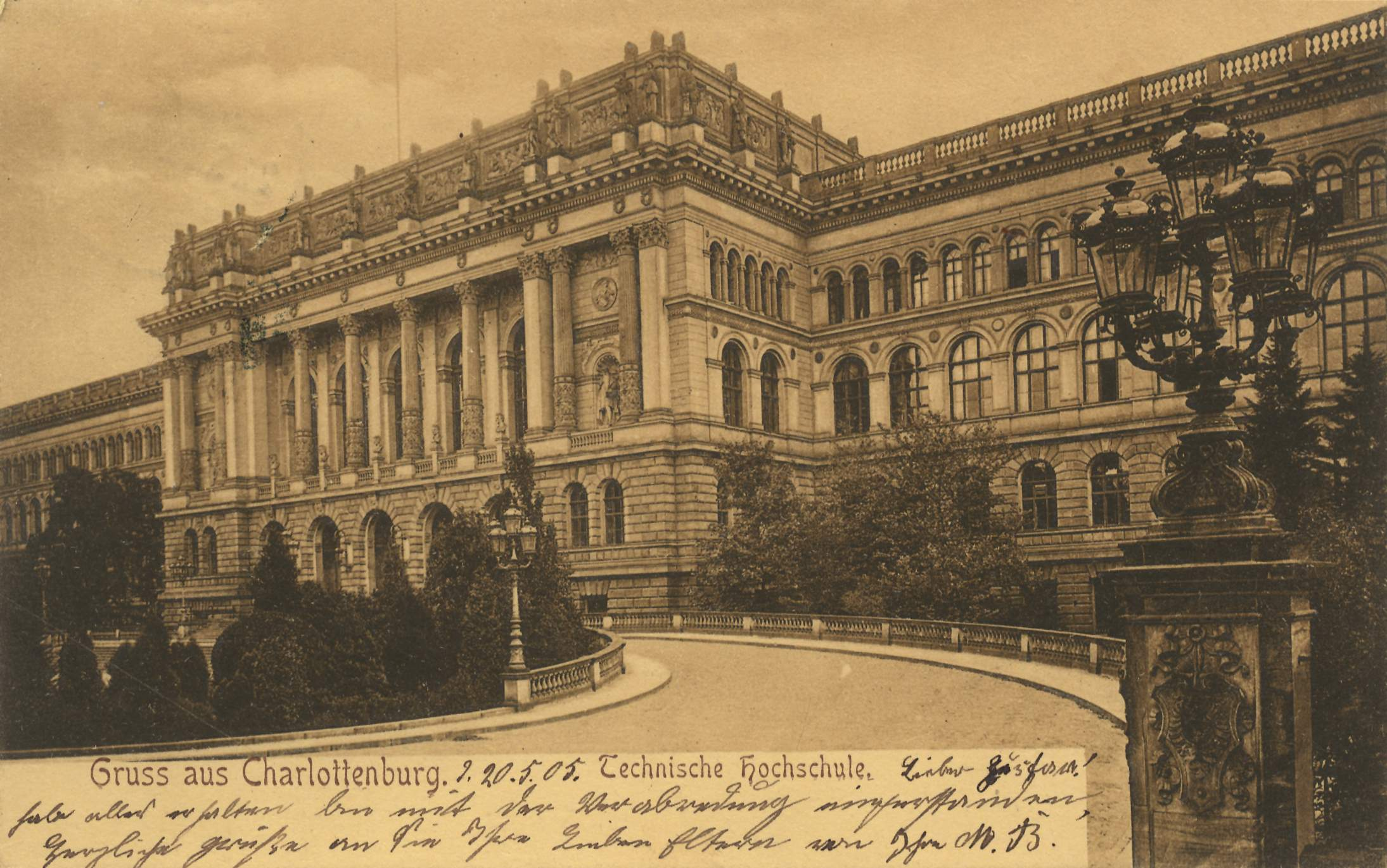
Studium 1922 bis 1927: Technische Hochschule Berlin

Hermann Zweigenthal wuchs im großbürgerlichen I. Bezirk (Innere Stadt) Wiens auf. Nach der Allgemeinen Volksschule, die er lediglich kurzzeitig besuchte, wechselte er in das Pensionat St. Josef (heute: De La Salle Schule Strebersdorf), eine von den Schulbrüdern, der Kongregation der Brüder der christlichen Schulen, geführte Volks-, Bürger- und Handelsschule im vorstädtisch strukturierten Strebersdorf, das per 1. Jänner 1911 in den Gemeindebezirk Floridsdorf eingemeindet wurde. Dort bekam Hermann sehr gute Noten. Dennoch wollte er von dort möglichst schnell wieder weg.
Von September 1915 bis Februar 1920 besuchte er die neusprachliche K.K. Staats-Realschule im I. Bezirke (heute: Gymnasium und Realgymnasium Stubenbastei), deren Bezeichnung nach dem Ende des Ersten Weltkrieges zu Bundesrealschule im I. Bezirk wechselte. Dort wurde Freihandzeichnen unterrichtet; Hermann zeichnete und malte Gebäude und Theaterkostüme. In diesem Fach wurde er in jedem Zeugnis mit sehr gut bewertet.
Als er 16 Jahre alt war, ging er von der Bundesrealschule ab und begann ab 1. Oktober 1920 an der Kunstgewerbeschule Wien unter Josef Hoffmann eine Ausbildung zum Innenraum- und Möbelgestalter. Als Berufsziel nannte er Malerei und Kunstgewerbe. Nach zwei Semestern bzw. sieben Monaten bei den Professoren Franz Čižek (Ornamentale Formenlehre) und Erich Mallina (Allgemeines Aktzeichnen) verließ er die Kunstgewerbeschule am 6. Mai 1921 vorzeitig.
Im niederländischen Den Haag absolvierte er im Museum Mauritshuis eine kunstgeschichtliche Hospitation, in deren Verlauf er sich intensiv mit Rembrandt und Vermeer befasste. Um seine Matura zu absolvieren, kehrte er etwa um den Jahreswechsel 1921/22 herum nach Wien an die Bundesrealschule im I. Bezirk zurück. Die ihm dazu fehlenden zweieinhalb Jahre Schulbildung hatte er durch privates Studium, möglicherweise durch Privatunterricht, nachgeholt. Seine Prüfung absolvierte er am 3. Juli 1922 in sieben Fächern.
Zum Wintersemester 1922/23 nahm er ein Studium der Architektur an der Technischen Hochschule Berlin auf, zwischen 1924 und 1927 bei Hans Poelzig. Schon im ersten Semester freundete er sich mit seinem Kommilitonen Egon Eiermann an. Parallel zu seinem Studium war er bereits als 20-Jähriger als Bühnenbildner tätig, für das Deutsche Opernhaus und die Komödie am Kurfürstendamm. Zweigenthal nahm Eiermann im Herbst 1924 mit zu seiner Familie nach Wien, um dort für das nach dem 4. Semester anstehende Hochschulexamen das Portal der Salvatorkapelle im Alten Rathaus aufzunehmen. Sein Arbeitsergebnis wurde während des Examens durch Emil Rüster in Berlin begutachtet.
Zweigenthals Kommilitone Albert Speer bewarb sich im Herbst 1925 durch Einreichung seiner Mappe für das Seminar Poelzigs, erhielt von diesem jedoch keine Reaktion. Als Speer ungeduldig wurde, bat er Zweigenthal darum, in Poelzigs Seminar die Antwort zu erfragen. Zweigenthal erhielt sie: „Mein lieber Junge, ich will Dir mal was sagen: Aus einem Arsch kommt immer nur Scheiße!“ Damit war Speer abschlägig beschieden und besuchte das Seminar von Heinrich Tessenow.
Max Reinhardt beauftragte Zweigenthal 1926, den Entwurf für ein Theater am Kurfürstendamm in Höhe des Lehniner Platzes zu entwickeln. Mit diesem Entwurf bestand Zweigenthal, der seit Ende 1926 mit seinem Abschlussexamen beschäftigt war, am 16. Juli 1927 bei Poelzig seine letzte Prüfung, die ihn befähigte, als diplomierter Ingenieur und Architekt zu wirken. Max Reinhardts Theaterbauprojekt allerdings, auf das Zweigenthal gehofft hatte, scheiterte an der Finanzierung. Zweigenthal gründete sein eigenes Architekturbüro in Berlin-Tempelhofs Kaiserin-Augusta-Straße 53 (Wohnanschrift seiner Schwiegermutter Agathe Liepmann), firmierte später jedoch in Berlin-Wilmersdorfs Hohenzollerndamm 189 (Gebäude nicht erhalten).

## Gruppe Junger Architekten

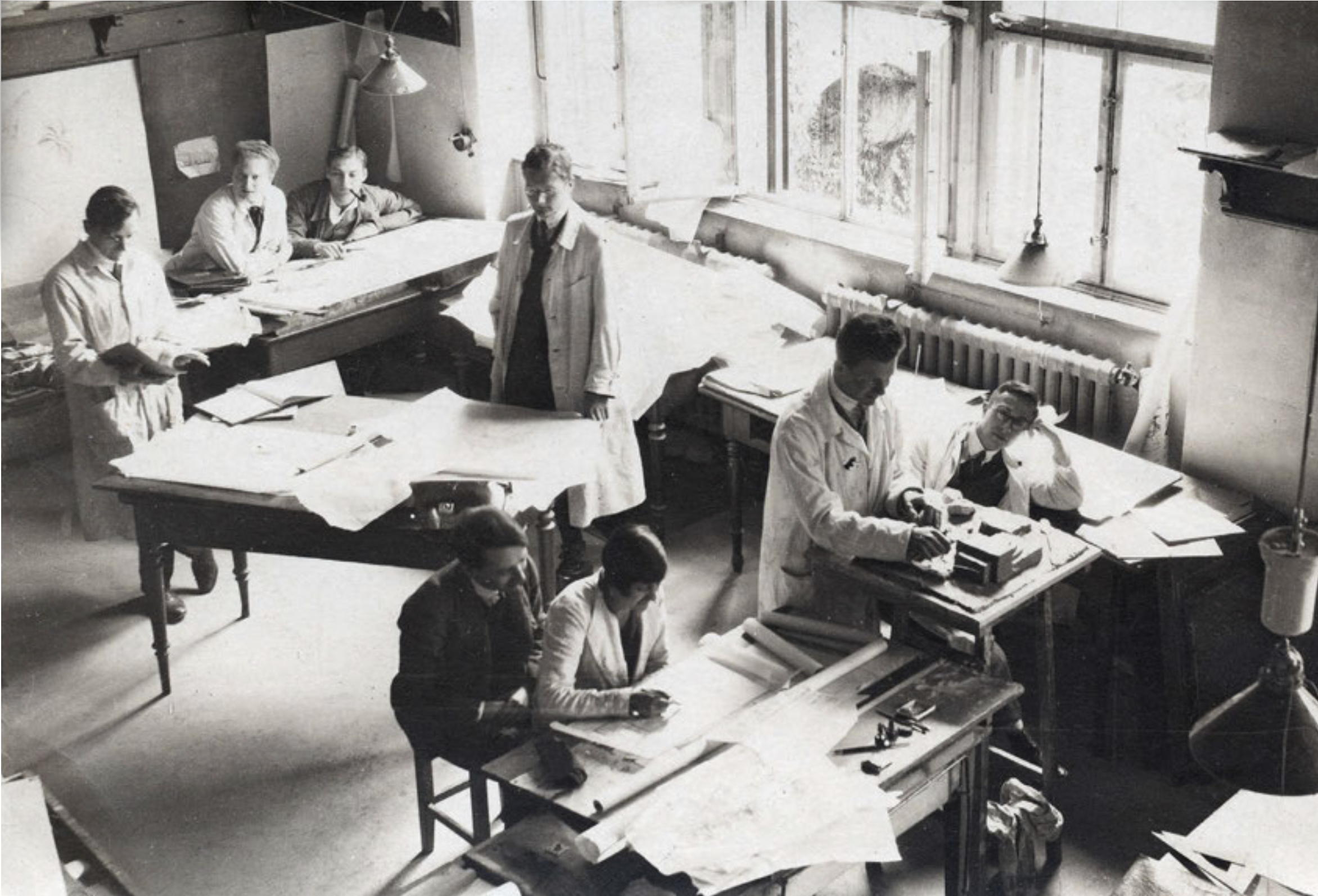
Seminar Entwerfen von Hochbauten bei Hans Poelzig, 2. v. links: Hermann Zweigenthal, 1927

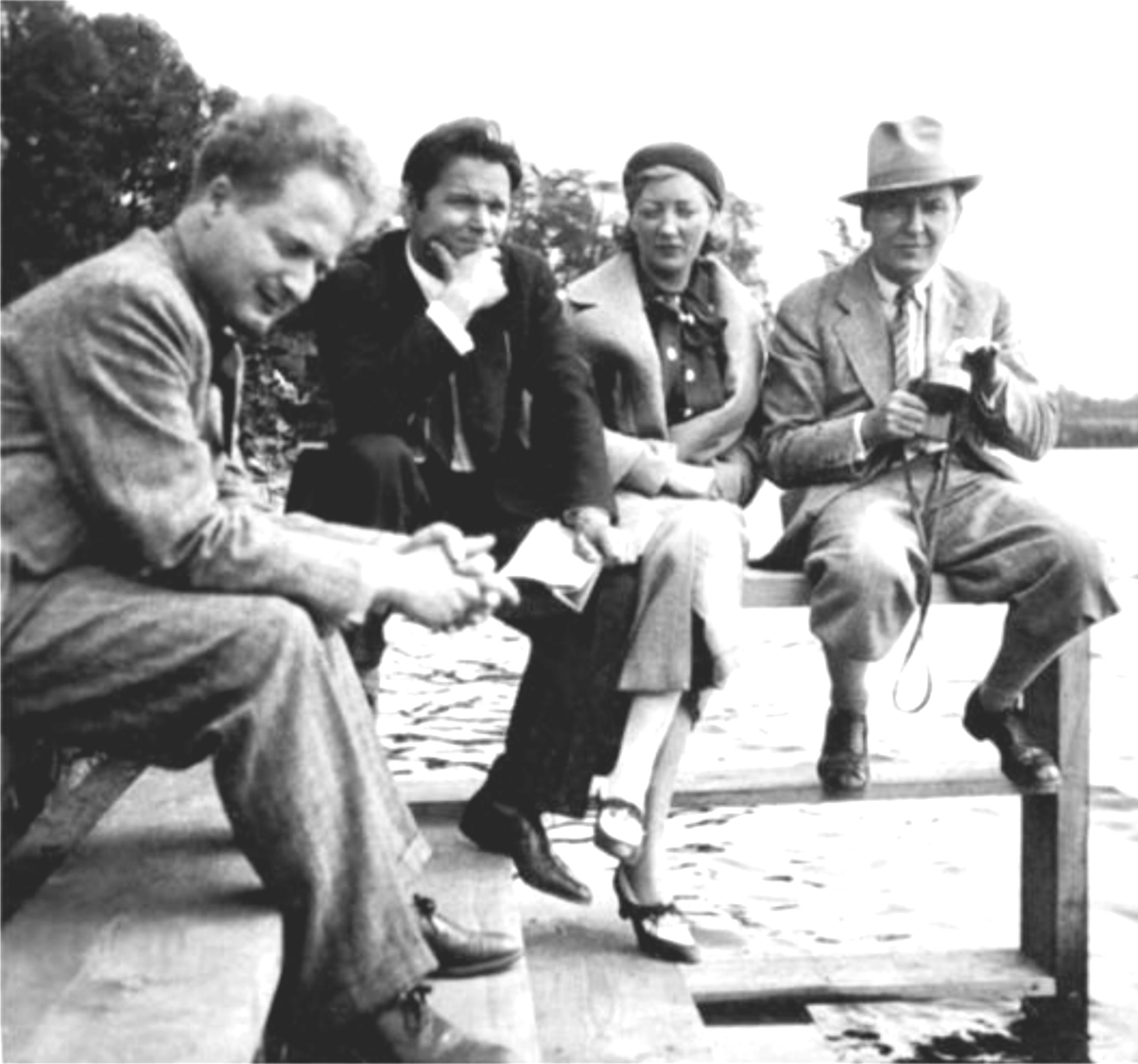
Hermann Zweigenthal (links) mit Mitgliedern der GJA, rechts: Richard Paulick

Ab etwa 1926 formierten sich Studierende der Technischen Hochschule Berlin, genauer: Studierende des Poelzig-Seminars, zur so bezeichneten Gruppe Junger Architekten (G.J.A.). Deren Gründung wurde vermutlich durch die studentische Forderung nach der Berufung eines weiteren Professors für das Seminarthema Entwerfen ausgelöst, die im Frühjahr 1926 durch die Bewegung von 26 postuliert wurde. Jüngere tendierten zu Mies van der Rohe, ältere zu Heinrich Tessenow, letzterer wurde schließlich berufen. Die vereinsmäßig organisierte und verfasste Gruppe traf sich wöchentlich im Romanischen Café. Dies kam einem Statement der Gruppenmitglieder gleich, die sich als Teil der dort verkehrenden Intellektuellen, Medienschaffenden und Künstler verorteten. Julius Posener konstatierte: „Wir hielten uns für eine Elite“. Zu den Mitgliedern, die das Kürzel G.J.A. teilweise auf ihren Briefkopf drucken ließen, zählten Max H. Berling (* 1904), Hans Brandt (* 1903), Egon Eiermann (1904–1970), Günther Hafemann (1902–1960), Rudolf Hamburger (1903–1980), Fritz Jaenecke (1903–1978), Hans Köhler (1907–1998), Fritz Lazarus (* 1903), Klaus Müller-Rehm (1907–1999), Karl Otto (1904–1975), Richard Paulick (1903–1979), Julius Posener (* 1904), Max Säume (1901–1965), Wolfgang Sand (* 1904), Jürgen Schweitzer (* 1907), Carl-Heinz Schwennicke (1901–1985), Camilla Sommer (* 1904), Rambald von Steinbüchel-Rheinwall (* 1902), Ludolf Moritz Heinrich Burchard von Veltheim-Lottum (* 1895), Wolf-Werner Zschimmer (* 1902) und Hermann Zweigenthal (* 1904), vermutlich auch Kurt Liebknecht (1905–1994). Ein wesentliches Merkmal der G.J.A.-Mitglieder lässt sich an ihren Geburtsjahrgängen ablesen; alle waren nahezu gleichalt, repräsentierten ein Seminar Poelzigs. Karl Otto zufolge war Zweigenthal der Initiator der Gruppe; lt. Zweigenthal selbst fungierte er während der ersten drei Jahre, ergo bis 1929, als ihr Präsident, bevor er nicht mehr kandidieren wollte. Dennoch verhandelte Zweigenthal für die G.J.A. weiter mit Behörden und Institutionen und erreichte beispielsweise, dass einige G.J.A.-Mitglieder in den Deutschen Werkbund und in den Bund Deutscher Architekten aufgenommen wurden und an bedeutenden Architekturausstellungen teilnehmen durften. Julius Posener zufolge, der Ende der 1920er Jahre als Mitglied zur G.J.A. stieß, wollten „die jungen Architekten, die heute 25 und 30 Jahre alt sind, nicht mehr dasselbe wie das Bauhaus“. 1931, als sich die Gruppe im März im Rahmen der durch Max Liebermann eröffneten Ausstellung Poelzig und seine Schule in der Preußischen Akademie der Künste in Berlin der Öffentlichkeit präsentierte, umfasste sie 26 Mitglieder.

„Besonders heben sich zwei bereits zu Doppelfirmen Zusammengeschlossene heraus: Eiermann und Jaeneke sowie H. Zweigenthal und R. Paulick.“

Zu den mit der G.J.A. freundschaftlich verbundenen Poelzig-Schülern gehörten Max Cetto (1903–1980), Zdenko Strižić (* 1902) und der ehemalige Meisterschüler Poelzigs, Konrad Wachsmann (1901–1980), der gelegentlich auch an deren wöchentlichen Treffen im Romanischen Café teilnahm. Außerdem stieß häufig Friedrich Tamms (1904–1980) hinzu, der von Poelzigs zu Tessenows Seminar gewechselt war. Von dessen Seminar pflegten auch Konrad Steiler (später: Krupp-Wohnungsbau), Günther Wentzel, Rudolf Wolters (1903–1983) und Hans Stephan (1902–1973) den Kontakt zur G.J.A. Einige wollten auch Albert Speer (* 1905) zu den Treffen im Romanischen Café einladen, wogegen Egon Eiermann jedoch intervenierte: „Das können wir nicht machen, der Mann ist ein Nazi“. Mit dem Ende der Weimarer Republik fand auch die G.J.A. ihr Ende. Entweder ihre politische Orientierung oder ihre „nicht-arische“ Abstammung zwang eine Vielzahl ihrer Mitglieder während der Zeit des Nationalsozialismus zur Emigration.

## Wirken

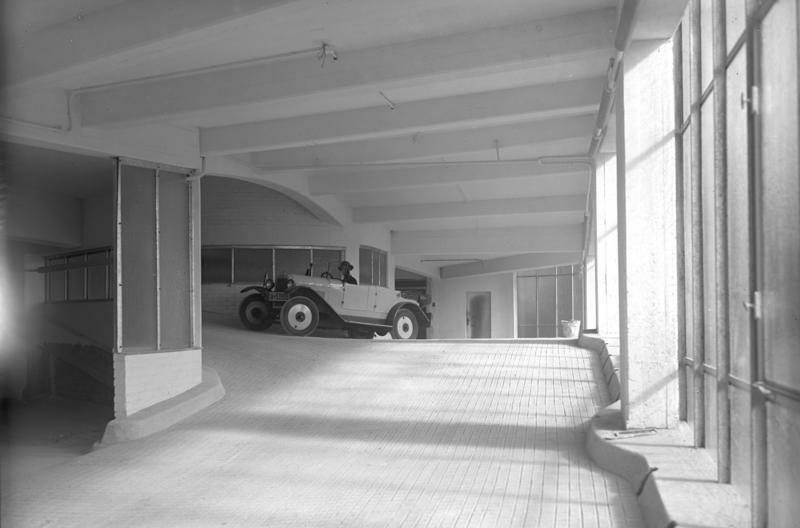
Kant-Garagenpalast in Berlin, 1930

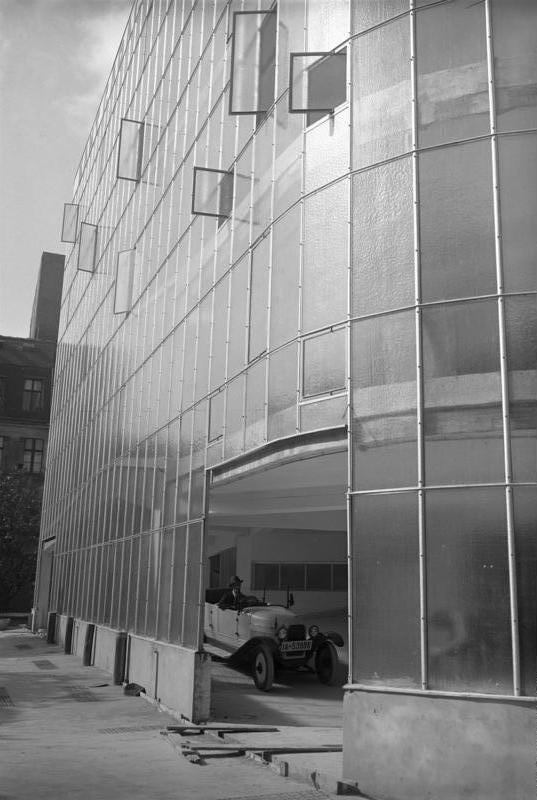
Vorhangfassade des Kant-Garagenpalasts, 1930

Später wurde er vom republikanischen Deutschen Auto Club (D.A.C.) mit einer Studie zu einem flächendeckenden Parksystem für Berlin beauftragt.
In diesem Zusammenhang war er maßgeblich für die architektonische Gestalt des 1929–1930 in Zusammenarbeit mit seinem Kommilitonen Richard Paulick und dem Architekturbüro Lohmüller, Korschelt & Renker in Berlin-Charlottenburg errichteten Kant-Garagenpalasts verantwortlich. Bauherr und Eigentümer der Hochgarage war der Kaufmann und Ingenieur Louis Serlin. Neben der sachlich modernen Fassadengestaltung ist auf die besondere Art der Höhengewinnung mittels doppelgängiger Wendelrampe hinzuweisen. Dieses einzigartige Baudenkmal ist im nahezu authentischen Zustand erhalten und gilt als architektonisches Hauptwerk Zweigenthals. Parallel zum architektonischen Schaffen war er von 1923 bis 1932 als Bühnenbildner an Berliner Theatern und Opernhäusern tätig.
1946 wurden er und seine Ehefrau Erna, geb. Vohsen, US-amerikanische Staatsbürger. In den USA setzte er sein Schaffen fort und machte besonders als Stadtplaner auf sich aufmerksam. Mitte der 1950er Jahre wandte er sich auch wieder dem Theater zu.
Hermann Herrey verstarb im Alter von 64 Jahren an den Folgen eines Herzinfarkts.
Teile seines Nachlasses befinden sich in der Cornell University im US-Bundesstaat New York und im Architekturmuseum der Technischen Universität Berlin.

## Funktion
1926 bis 1929: Vorsitzender der Gruppe Junger Architekten (G.J.A.)

## Bauten
- 1929–1930: Kant-Garagen in Berlin-Charlottenburg (mit Louis Serlin und Lohmüller, Korschelt & Renker und Richard Paulick)
- 1931–1932: Wettbewerbsentwurf Das wachsende Haus
- 1931: Umbau eines Ladenlokals für das Schuh- und Strumpfhaus Jacoby 1872 in Frankfurt am Mains Kaiser-Str. 9[45]
- 1927: Entwurf für ein Theater am Lehniner Platz in Berlin
- vor 1933: Wohnung Lothar Müthel
- 1935: Inneneinrichtung des Hauses von Heinrich Schnitzler in Wien (Bilder)
- 1944: Sanierungsplan für Manhattan (New York)
- 1947: Q-Theater in London
- 1950–1951: Haus für Alma Morgenthau in Locust Valley (Long Island)
- 1950–1951: Haus für Robert Mautner in Massapequa (Long Island)
- 1957–1958: Entwurf im Ideenwettbewerb für die Hauptstadt Berlin
- 1960: Wettbewerbsentwurf für das Schauspielhaus in Düsseldorf
- 1960: Wettbewerbsentwurf für das Stadttheater in Trier
- 1964: Appartementhaus The Peabody in Brookline (Massachusetts)
- 1965: Appartementhaus Williams-Centre in Brookline (Massachusetts)